# Scheldestromen

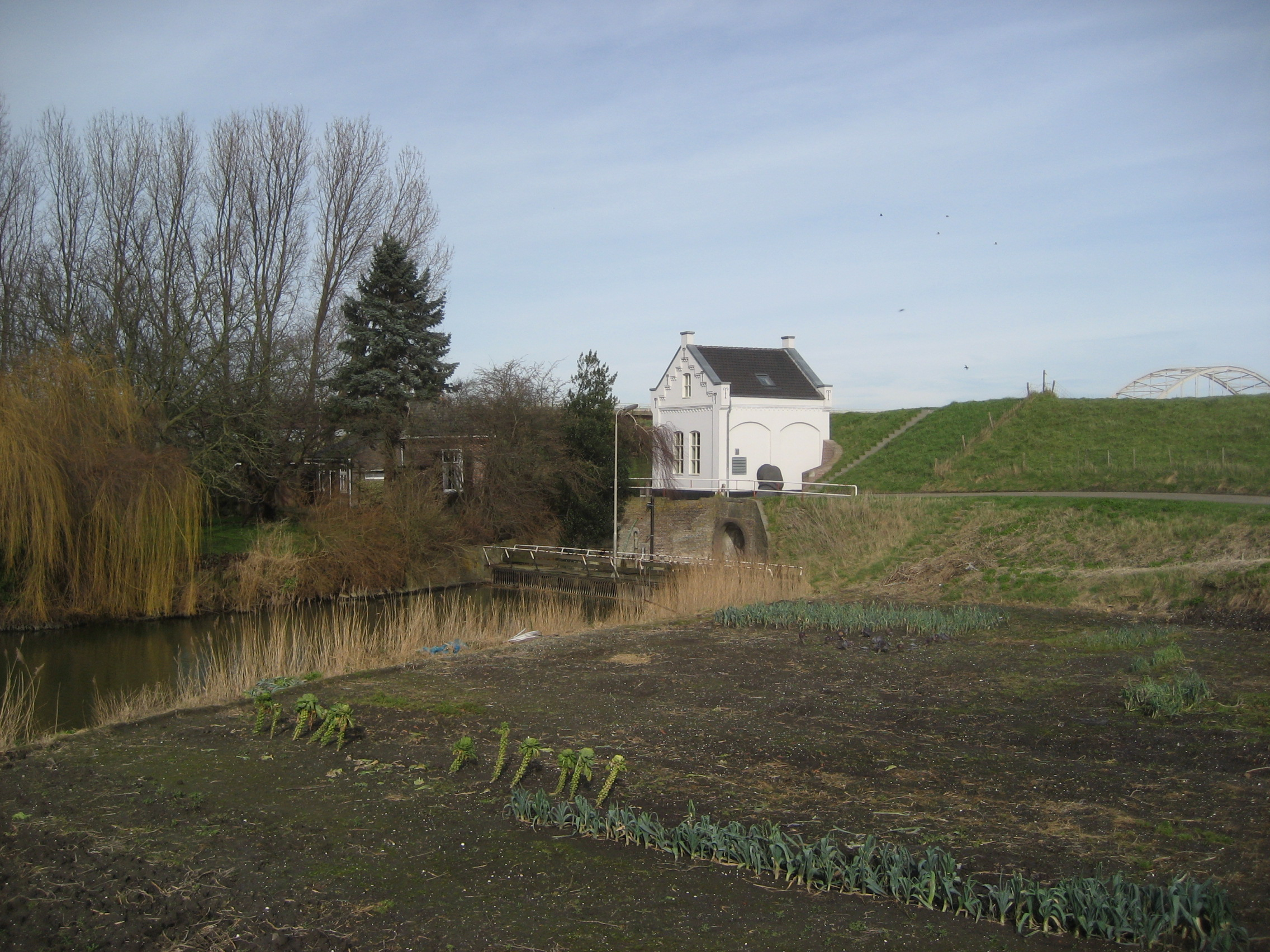
Gemaal Drie Groote Polders te Oud-Vossemeer

Het waterschap Scheldestromen is een waterschap in de provincie Zeeland. Het omvat de gehele provincie Zeeland. Het waterschap zorgt voor een tegen overstroming beschermd gebied met behulp van dijken, een juist waterpeil in de sloten, schoon en gezond oppervlaktewater, afvalwaterzuivering en wegen. De hoofdkantoren staan in Middelburg en Terneuzen. Dijkgraaf is Toine Poppelaars.
In het werkgebied van 1900 km² wonen circa 381.500 mensen. Scheldestromen beheert bijna 500 kilometer aan dijken en duinen in Zeeland. Voor het zuiveren van rioolwater beschikt het waterschap over 15 rioolwaterzuiveringen. Het gezuiverde rioolwater wordt geloosd op het oppervlaktewater en de kwaliteit hiervan wordt gecontroleerd op verontreinigende stoffen en ziekteverwekkende bacteriën. Dit gebeurt jaarlijks op 150 meetpunten en op veertig punten zelfs maandelijks. Het waterpeil wordt vastgelegd in peilbesluiten en het waterschap zorgt voor aanvoer bij te lage waterstanden en afvoer door middel van gemalen bij een teveel aan water. Twee belangrijke gemalen zijn Boreel in Middelburg en Poppekinderen in Veere. Het waterschap is ook de beheerder van het Veerse Meer en verricht hiervoor taken als het maaien van de recreatieterreinen, aanleggen en onderhouden van strandjes en steigers en het onderhoud van de eilanden.
Het waterschap bestaat sinds 1 januari 2011 en is het resultaat van de fusie tussen het waterschap Zeeuwse Eilanden en het waterschap Zeeuws-Vlaanderen. Net als haar twee voorgangers voert het geen wapen.
De provincie Zeeland heeft een rijke waterschapshistorie. Vele gebieden zijn sinds de 12e eeuw ingepolderd, maar vele gebieden zijn ook nagenoeg constant bedreigd geweest door stormvloeden en overstromingen. De Watersnood van 1953 is de recentste daarvan.

## Fusie geschiedenis
| 2011:                                     | Waterschap Scheldestromen                 | Waterschap Scheldestromen   | Waterschap Scheldestromen          | Waterschap Scheldestromen                | Waterschap Scheldestromen                | Waterschap Scheldestromen          | Waterschap Scheldestromen     | Waterschap Scheldestromen     | Waterschap Scheldestromen     | Waterschap Scheldestromen        | Waterschap Scheldestromen        | Waterschap Scheldestromen                          | Waterschap Scheldestromen                          | Waterschap Scheldestromen                             | Waterschap Scheldestromen                             | Waterschap Scheldestromen                            | Waterschap Scheldestromen                            | Waterschap Scheldestromen                         | Waterschap Scheldestromen                         | Waterschap Scheldestromen                             | Waterschap Scheldestromen                             |
| 1996:                                     | Waterschap Zeeuwse Eilanden               | Waterschap Zeeuwse Eilanden | Waterschap Zeeuwse Eilanden        | Waterschap Zeeuwse Eilanden              | Waterschap Zeeuwse Eilanden              | Waterschap Zeeuwse Eilanden        | Waterschap Zeeuwse Eilanden   | Waterschap Zeeuwse Eilanden   | Waterschap Zeeuwse Eilanden   | Waterschap Zeeuwse Eilanden      | Waterschap Zeeuwse Eilanden      | Waterschap Zeeuwse Eilanden                        | Waterschap Zeeuwse Eilanden                        | 1999:                                                 | Waterschap Zeeuws-Vlaanderen                          | Waterschap Zeeuws-Vlaanderen                         | Waterschap Zeeuws-Vlaanderen                         | Waterschap Zeeuws-Vlaanderen                      | Waterschap Zeeuws-Vlaanderen                      | Waterschap Zeeuws-Vlaanderen                          | Waterschap Zeeuws-Vlaanderen                          |
| 1965:                                     | Waterschap Walcheren                      | 1980:                       | Waterschap Noord- en Zuid-Beveland | Waterschap Noord- en Zuid-Beveland       | Waterschap Noord- en Zuid-Beveland       | 1959:                              | Waterschap Schouwen-Duiveland | Waterschap Schouwen-Duiveland | Waterschap Schouwen-Duiveland | 1969:                            | Waterschap Tholen*               | Waterschap Tholen*                                 | Waterschap Tholen*                                 | 1942:                                                 | Waterschap het Vrije van Sluis                        | 1982:                                                | Waterschap De Drie Ambachten                         | Waterschap De Drie Ambachten                      | Waterschap De Drie Ambachten                      | 1965:                                                 | Waterschap Hulster Ambacht                            |
| 1965:                                     | Waterschap Walcheren                      | 1959:                       | Waterschap Noord-Beveland          | 1959:                                    | Brede Watering van Zuid-Beveland         | 1959:                              | Waterschap Schouwen-Duiveland | Waterschap Schouwen-Duiveland | Waterschap Schouwen-Duiveland | 1959:                            | Waterschap Tholen                | 1944                                               | Waterschap St.-Philipsland                         | 1942:                                                 | Waterschap het Vrije van Sluis                        | 1965                                                 | Waterschap Axeler Ambacht                            | 1965                                              | Waterschap De Verenigde Braakmanpolders           | 1965:                                                 | Waterschap Hulster Ambacht                            |
| Polder Walcheren + 21 Nieuwlandse polders | Polder Walcheren + 21 Nieuwlandse polders | 1959:                       | Waterschap Noord-Beveland          | 1959:                                    | Brede Watering van Zuid-Beveland         | 1959:                              | Waterschap Schouwen-Duiveland | Waterschap Schouwen-Duiveland | Waterschap Schouwen-Duiveland | 1959:                            | Waterschap Tholen                | 1944                                               | Waterschap St.-Philipsland                         | 1942:                                                 | Waterschap het Vrije van Sluis                        | 49 polders en waterschappen rondom Axel en Terneuzen | 49 polders en waterschappen rondom Axel en Terneuzen | Polders en waterschappen in en rondom de Braakman | Polders en waterschappen in en rondom de Braakman | 31 polders en waterschappen in Oost-Zeeuws-Vlaanderen | 31 polders en waterschappen in Oost-Zeeuws-Vlaanderen |
| Polder Walcheren + 21 Nieuwlandse polders | Polder Walcheren + 21 Nieuwlandse polders | 27 Noord-Bevelandse polders | 27 Noord-Bevelandse polders        | Zuid-Bevelandse waterschappen en polders | Zuid-Bevelandse waterschappen en polders | 1923                               | Waterschap Schouwen           | Duivelandse polders           | Duivelandse polders           | Thoolse waterschappen en polders | Thoolse waterschappen en polders | 1944                                               | Waterschap St.-Philipsland                         | 1942:                                                 | Waterschap het Vrije van Sluis                        | 49 polders en waterschappen rondom Axel en Terneuzen | 49 polders en waterschappen rondom Axel en Terneuzen | Polders en waterschappen in en rondom de Braakman | Polders en waterschappen in en rondom de Braakman | 31 polders en waterschappen in Oost-Zeeuws-Vlaanderen | 31 polders en waterschappen in Oost-Zeeuws-Vlaanderen |
| Polder Walcheren + 21 Nieuwlandse polders | Polder Walcheren + 21 Nieuwlandse polders | 27 Noord-Bevelandse polders | 27 Noord-Bevelandse polders        | Zuid-Bevelandse waterschappen en polders | Zuid-Bevelandse waterschappen en polders | 1923                               | Waterschap Schouwen           | Duivelandse polders           | Duivelandse polders           | Thoolse waterschappen en polders | Thoolse waterschappen en polders | Een waterschap en twee polders op Sint Philipsland | Een waterschap en twee polders op Sint Philipsland | 76 Waterschappen en polders in West-Zeeuws-Vlaanderen | 76 Waterschappen en polders in West-Zeeuws-Vlaanderen | 49 polders en waterschappen rondom Axel en Terneuzen | 49 polders en waterschappen rondom Axel en Terneuzen | Polders en waterschappen in en rondom de Braakman | Polders en waterschappen in en rondom de Braakman | 31 polders en waterschappen in Oost-Zeeuws-Vlaanderen | 31 polders en waterschappen in Oost-Zeeuws-Vlaanderen |
| Polder Walcheren + 21 Nieuwlandse polders | Polder Walcheren + 21 Nieuwlandse polders | 27 Noord-Bevelandse polders | 27 Noord-Bevelandse polders        | Zuid-Bevelandse waterschappen en polders | Zuid-Bevelandse waterschappen en polders | Polder Schouwen + Schouwse polders |                               | Duivelandse polders           | Duivelandse polders           | Thoolse waterschappen en polders | Thoolse waterschappen en polders | Een waterschap en twee polders op Sint Philipsland | Een waterschap en twee polders op Sint Philipsland | 76 Waterschappen en polders in West-Zeeuws-Vlaanderen | 76 Waterschappen en polders in West-Zeeuws-Vlaanderen | 49 polders en waterschappen rondom Axel en Terneuzen | 49 polders en waterschappen rondom Axel en Terneuzen | Polders en waterschappen in en rondom de Braakman | Polders en waterschappen in en rondom de Braakman | 31 polders en waterschappen in Oost-Zeeuws-Vlaanderen | 31 polders en waterschappen in Oost-Zeeuws-Vlaanderen |